# Julianów (gmina Belsk Duży)
Julianów – wieś sołecka w Polsce położona w województwie mazowieckim, w powiecie grójeckim, w gminie Belsk Duży.
W latach 1975–1998 miejscowość należała administracyjnie do województwa radomskiego.